# Farmington (hrabstwo Jefferson)
Farmington – miasto w Stanach Zjednoczonych, w stanie Wisconsin, w hrabstwie Jefferson.